# Бариджони, Филиппо
Филиппо Бариджони (итал. Filippo Barigioni, 1690, Рим — 23 декабря 1753, Рим) — итальянский рисовальщик, скульптор и архитектор периода позднего барокко.
Бариджони был учеником Карло Фонтаны, скульптора и архитектора школы Бернини. Продолжая традиции римского барокко, он работал в основном для папского двора, строил акведуки, оформлял городские площади, фонтаны, порталы. Был профессором архитектуры римской Академии Святого Луки. Из его учеников наиболее известен скульптор, рисовальщик и архитектор Карло Маркионни.
Бариджони работал вместе с Алессандро Спекки и Карло Маратта над Капеллой Альбани в церкви Сан-Себастьяно-фуори-ле-Мура. В 1711 году он восстановил фонтан на Пьяцца делла Ротонда перед Пантеоном работы Джакомо делла Порта, добавив обелиск.
В 1734 году он реставрировал фонтан «Марфорио» в Палаццо Нуово на площади Кампидольо. Ф. Бариджони известен и другими работами в окрестностях Рима и иных городах Италии.

## Галерея

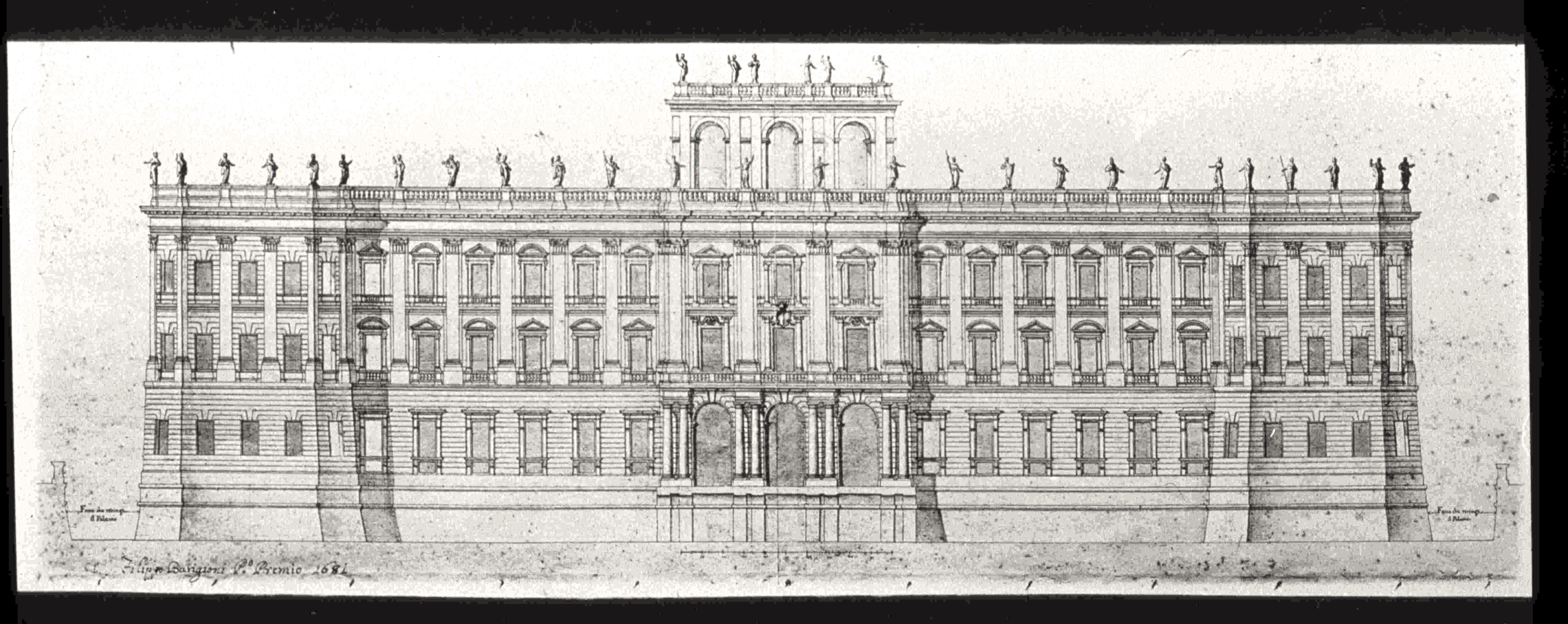
Конкурсный проект Большого дворца. Академия Клементина. 1692
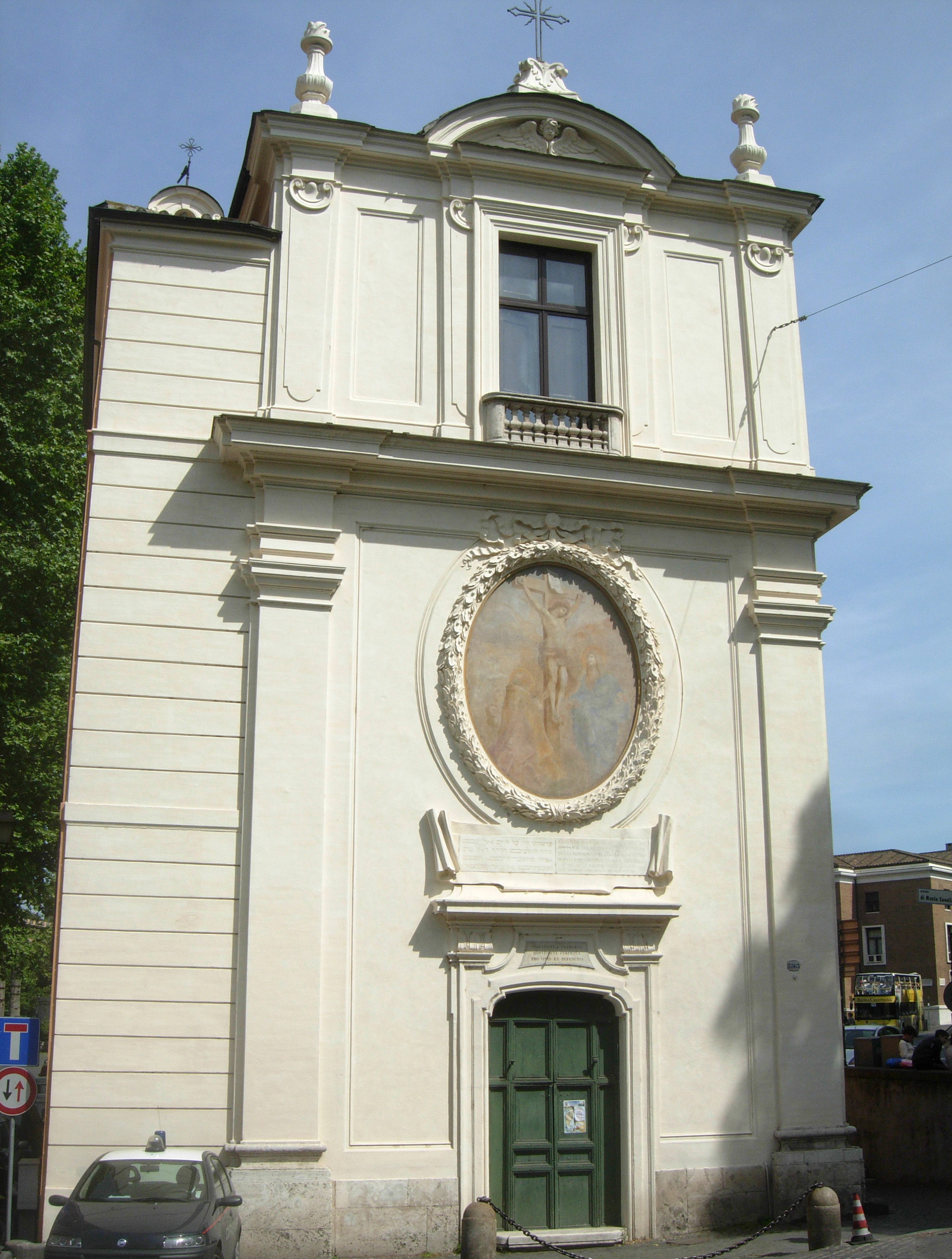
Церковь Сан-Грегорио-делла-Дивина-Пьета. Главный фасад. Рим. 1727—1729
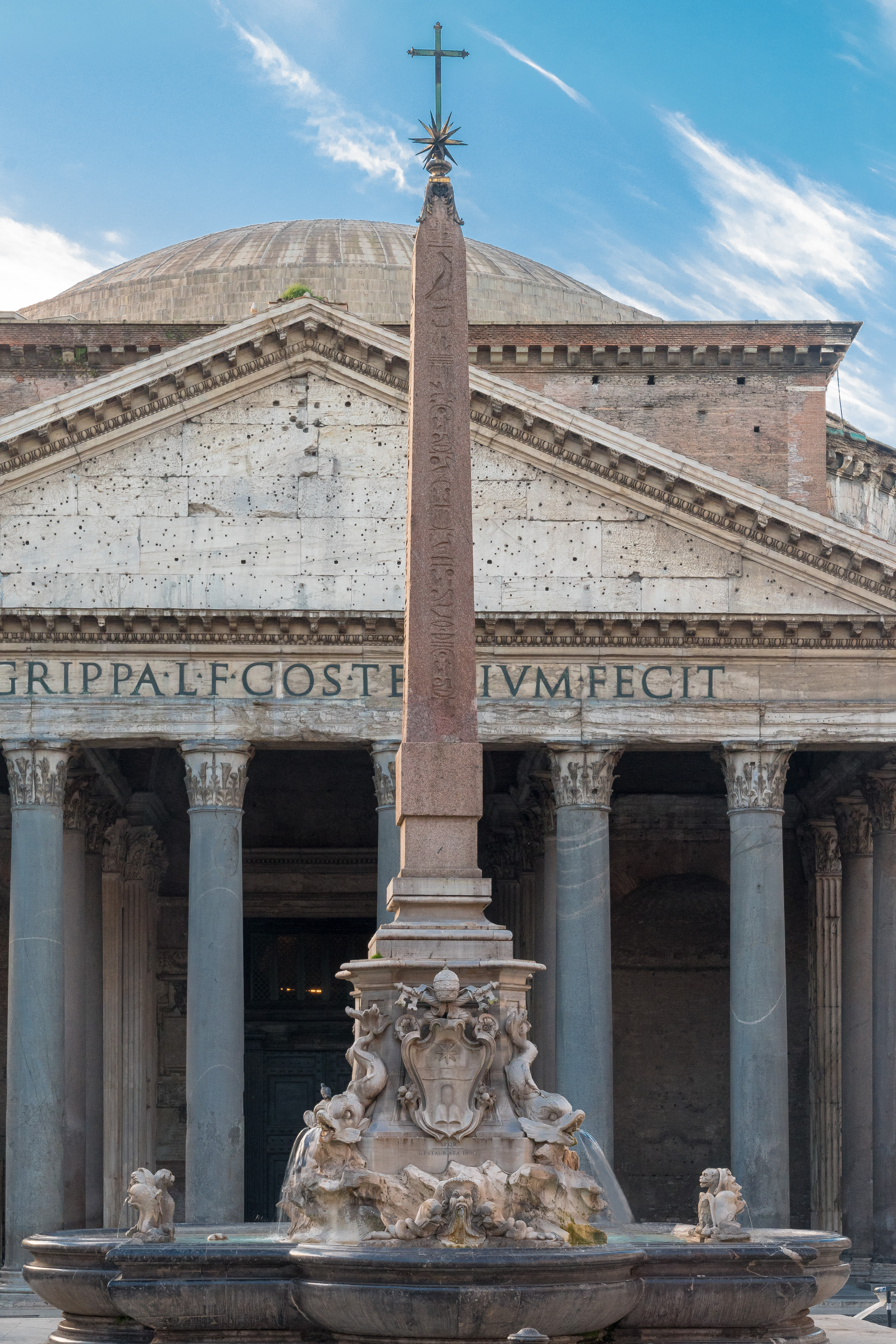
Фонтан с обелиском на Пьяцца-делла-Ротонда. 1711
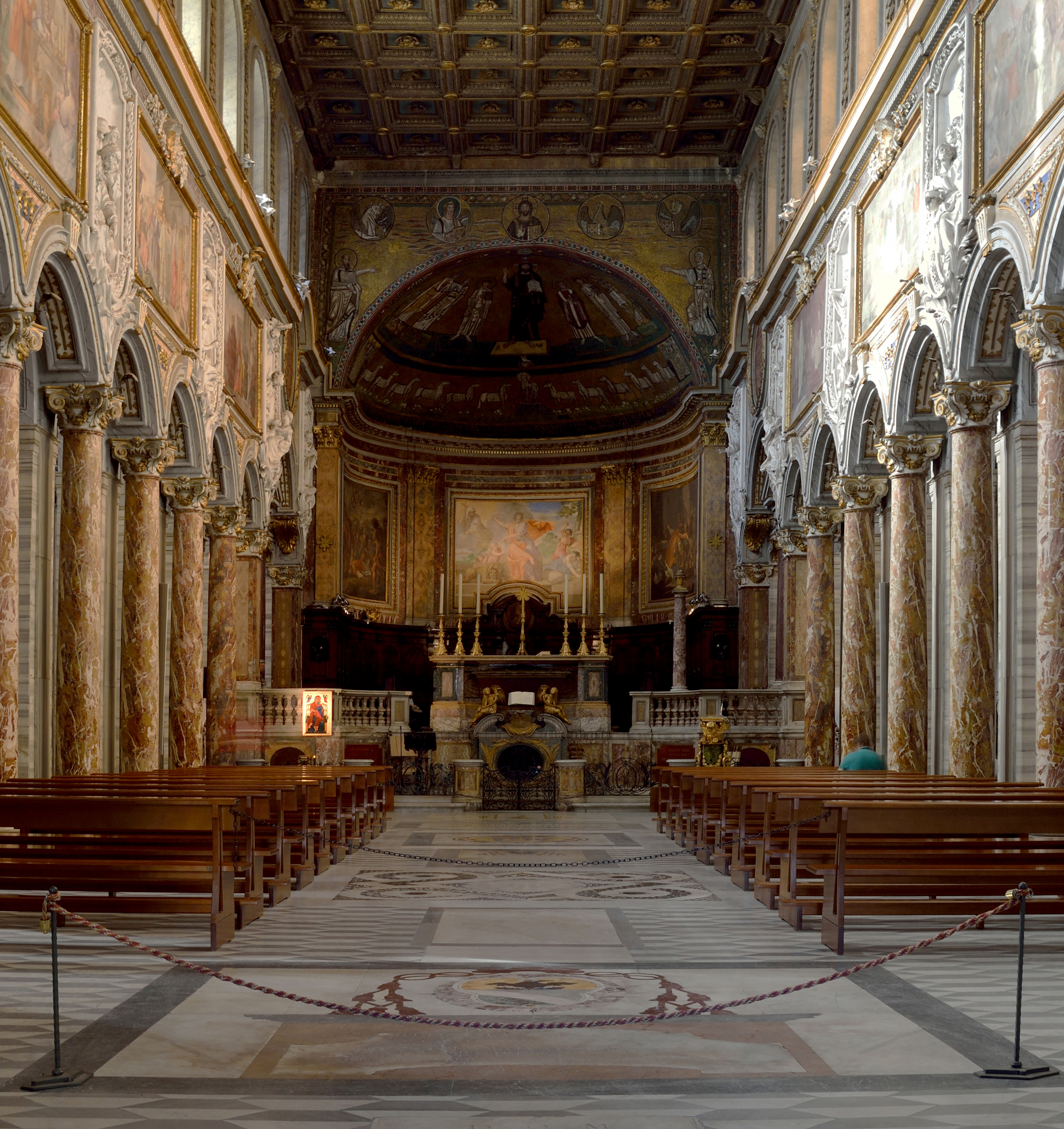
Церковь Сан-Марко. Рим. Интерьер
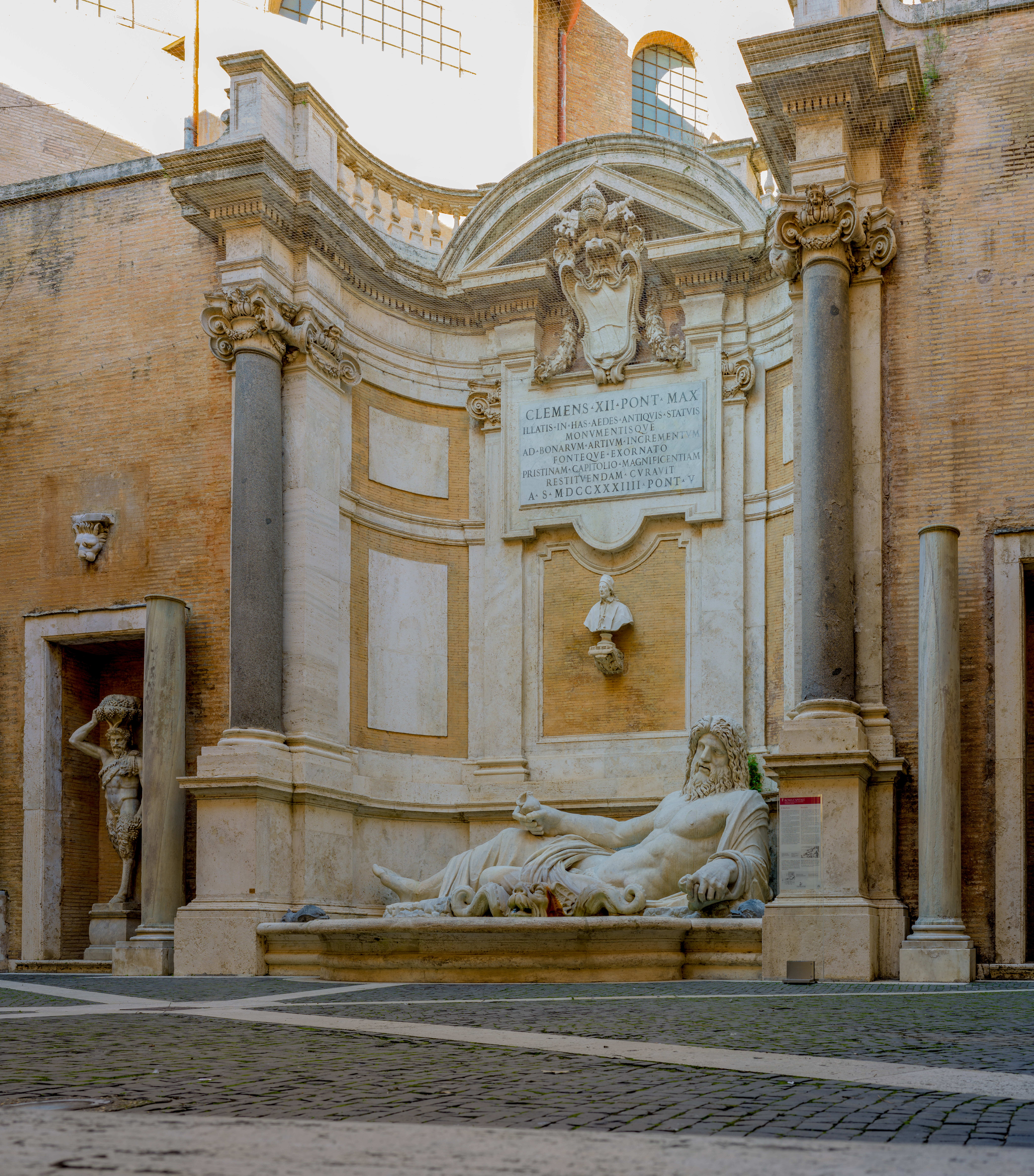
Экседра во дворе Палаццо Нуово на Капитолии с фонтаном «Марфорио». 1734
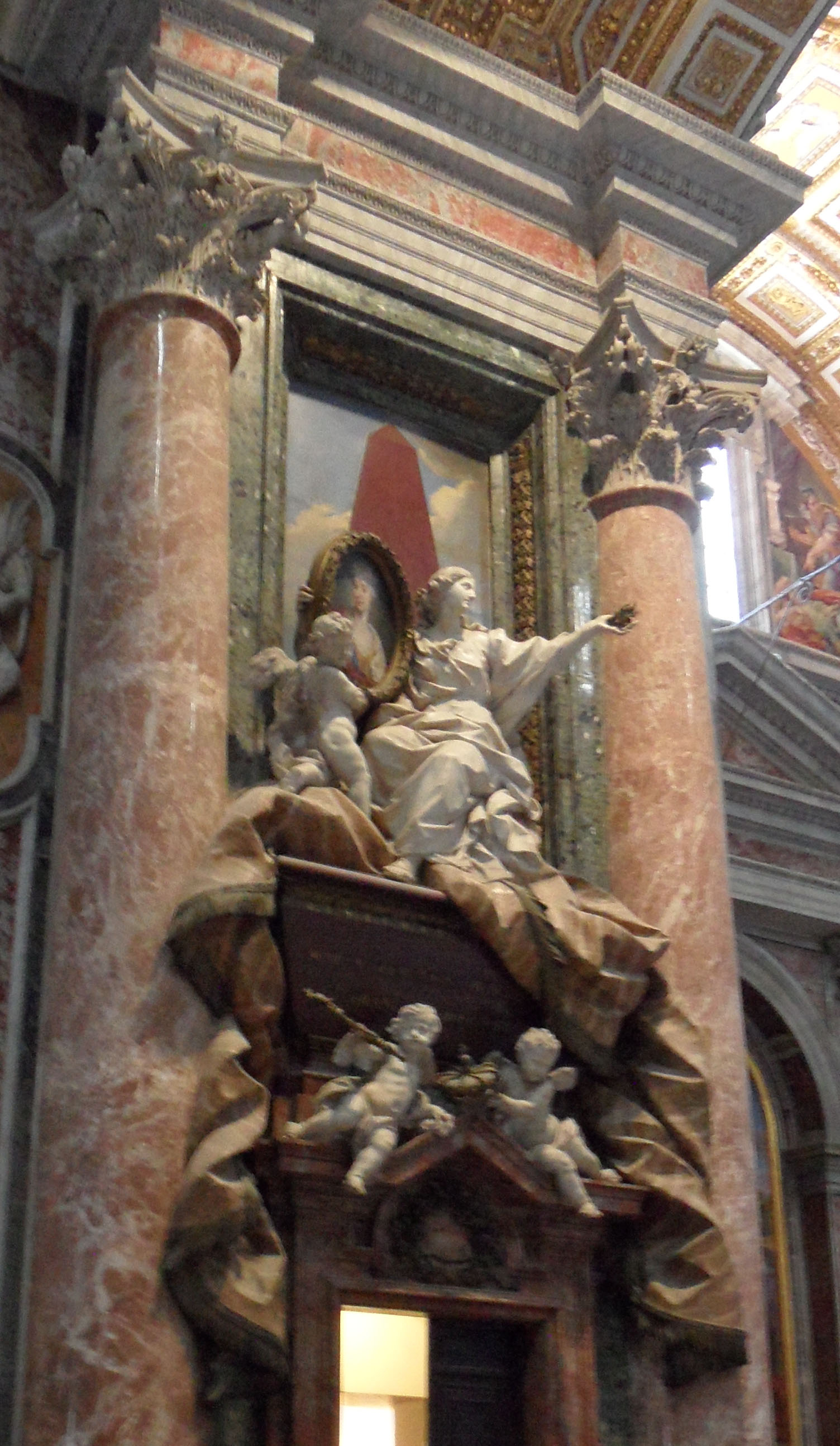
Памятник Клементине Собеской. 1739—1742. Скульптор П. Браччи

## Основные работы
- Фонтан на Пьяцца-делла-Ротонда с египетским обелиском. 1711

- Палаццо Теста-Пикколомини. 1718

- Акведук и городской фонтан в Непи (Лацио). 1727

- Фонтан в Корнето (современная Тарквиния) в честь папы Конти Иннокентия XIII. 1727

- Фасад церкви Сан-Грегорио-делла-Дивина-Пьета на площади Монте Савелло, недалеко от театра Марцелла в Риме. 1727—1729

- Работы в интерьере церкви Сант-Андреа делле Фратте. 1736

- Завершение строительства Палаццо Коммунале в Веллетри, начатой в 1572 году Джакомо делла Порта по проекту Джакомо Бароцио да Виньола. 1741

- Интерьер церкви Сан-Марко в Риме. 1735—1744

- Экседра во дворе Палаццо Нуово с фонтаном «Марфорио» в Кампидольо. 1734

- Памятник королеве Марии Клементине Собеской в соборе Святого Петра, Ватикан. 1739—1742

- Капелла Сан-Фабиано в церкви Сан-Себастьяно на Аппиевой дороге по проекту Карло Маратта. 1763

- Главный алтарь церкви Мадонны дель Пасколо и Святых Сергия и Вакха. 1763